# Haliclona depellens
Haliclona depellens är en svampdjursart som först beskrevs av Topsent 1908.  Haliclona depellens ingår i släktet Haliclona och familjen Chalinidae. Inga underarter finns listade i Catalogue of Life.